# セッリーア
セッリーア（イタリア語: Sellia）は、イタリア共和国カラブリア州カタンザーロ県にある、人口約500人の基礎自治体（コムーネ）。

## 地理

### 位置・広がり

#### 隣接コムーネ
隣接するコムーネは以下の通り。
- アルビ
- カタンザーロ
- マジザーノ
- ペントーネ
- シーメリ・クリーキ
- ソヴェリーア・シーメリ
- ザガリーゼ